# Warsztat Muzyczny
Warsztat Muzyczny – polski kwartet instrumentalny, specjalizujący się w wykonywaniu współczesnej muzyki poważnej.

## Historia i skład
Powstał w 1963 w Warszawie. Początkowo współpracował ze Studiem Elektronicznym Polskiego Radia, w zmiennej obsadzie, w zależności od potrzeb wykonywanych utworów. Z zespołem współpracowali różni muzycy, m.in. Tomasz Sikorski, Marta Ptaszyńska. Od 1967 do 1988 występował jednak przede wszystkim w składzie:
- Edward Borowiak - puzon
- Witold Gałązka - wiolonczela
- Zygmunt Krauze - fortepian (i zarazem kierownik zespołu)
- Czesław Pałkowski - klarnet

W latach 70. członkowie zespołu grywali także na instrumentach ludowych z różnych stron Polski, m.in. na lirach korbowych.

## Działalność koncertowa i repertuar
Zespół występował w wielu krajach Europy, w Chicago i Kanadzie, oraz na bardzo wielu festiwalach muzyki awangardowej, m.in. kilkanaście razy na festiwalach „Warszawska Jesień”. Wykonywał przede wszystkim utwory zamawiane u kompozytorów z całego świata na swój specyficzny skład. Dla zespołu komponowali m.in.: Louis Andriessen, Edison Denisow, Morton Feldman, Vinko Globokar, Lejaren Hiller, Mauricio Kagel, Per Nørgård, Michael Nyman, Frederic Rzewski, Siergiej Słonimski, Günther Becker.
Wybrane utwory skomponowane dla Warsztatu Muzycznego i przez niego prawykonane:
- Zbigniew Rudziński – Impromptu (1966)
- Zygmunt Krauze – Polichromie (1968), Idyll (1974), Fete galante et pastorale (1975)
- Witold Szalonek – Improvisations sonoristiques (1968)
- Wojciech Kilar – Training 68 (1968)
- Bogusław Schaeffer – Kwartet SG (1970)
- Andrzej Dobrowolski – Krabogapa (1970)
- Henryk Mikołaj Górecki – Muzyczka IVe (1970)
- Krzysztof Meyer – Quattro colori (1970)
- Kazimierz Serocki – Swinging music (1970)
- Tomasz Sikorski – Bez tytułu (1972)
- Zbigniew Bargielski – Ein Zimmer (1973)
- Krzysztof Knittel – à la santé (1974)
- Włodzimierz Kotoński – Pour quatre (1978), Pełnia lata (1980)
- Eugeniusz Knapik – Hymn (1980)
- Günther Becker – Tria paidià Voliótika (1980)